# 2020–2021-es Európa-liga (selejtezők, bajnoki ág)
A 2020–2021-es Európa-liga selejtezőit öt fordulóban bonyolították le 2020. augusztus 18. és október 1. között. A bajnoki ágon azok a bajnokcsapatok vettek részt, amelyek kiestek az UEFA-bajnokok ligája selejtezőjének bajnoki ágáról. Összesen 35 csapat vett részt a bajnoki ágon, melyből 8 csapat jutott be a 48 csapatos csoportkörbe.

## Lebonyolítás
A bajnoki ág a következő fordulókat tartalmazta:
- 2. selejtezőkör (20 csapat): 20 csapat lépett be a körben (a BL előselejtezőjének 3 kiesője és a BL 1. selejtezőkörének 17 kiesője).
- 3. selejtezőkör (20 csapat): 8 csapat lépett be a körben (a BL 2. selejtezőkörének 10 kiesőjéből 8), és 10 győztes a 2. selejtezőkörből.
- Rájátszás (16 csapat): : 7 csapat lépett be a körben (a BL 2. selejtezőkörének 10 kiesőjéből 2 és a BL 3. selejtezőkörének 5 kiesője), és 9 győztes a 3. selejtezőkörből.

A rájátszás 8 győztes csapata továbbjutott a csoportkörbe.
A Covid19-pandémia miatt az UEFA megváltoztatta a formátumot. Valamennyi fordulóban egy mérkőzés döntött a továbbjutásról, a pályaválasztóról sorsolás döntött. Ha a rendes játékidőben döntetlen volt az eredmény, akkor hosszabbítás következett, ha ezt követően is döntetlen volt az állás, akkor büntetőpárbaj döntött a győztesről. A mérkőzéseket zárt kapuk mögött játszották.

## Fordulók és időpontok
A torna eredetileg 2020 júniusában kezdődött volna, de a Covid19-pandémia miatt augusztusban kezdődött. Az új naptárat 2020. június 17-én tette közzé az UEFA.
A mérkőzések időpontjai a következők (az összes sorsolást az UEFA székházában Nyonban, Svájcban tartják).
| Forduló      | Sorsolás dátuma      | Mérkőzések dátuma    |
| ------------ | -------------------- | -------------------- |
| Előselejtező | 2020. augusztus 9.   | 2020. augusztus 20.  |
| 1. forduló   | 2020. augusztus 10.  | 2020. augusztus 27.  |
| 2. forduló   | 2020. augusztus 31.  | 2020. szeptember 17. |
| 3. forduló   | 2020. szeptember 1.  | 2020. szeptember 24. |
| Rájátszás    | 2020. szeptember 18. | 2020. október 1.     |

## 2. selejtezőkör
A 2. selejtezőkör sorsolását 2020. augusztus 31-én, 13 órától tartották.

### 2. selejtezőkör, kiemelés
A 2. selejtezőkör bajnoki ágán 20 csapat vett részt. 3 kieső volt az előselejtezőkörből és 17 kieső volt az 1. selejtezőkörből. A kiemelés a kiesés fordulója alapján történt. A csapatokat három csoportra osztották. Az elsőként kisorsolt csapat volt a pályaválasztó. Azonos nemzetű csapatok nem kerülhettek egy párosításba.
Bajnoki ág
| 1. csoport                                                 | 1. csoport              | 2. csoport                                    | 2. csoport  | 3. csoport | 3. csoport  |
| Kiemelt                                                    | Nem kiemelt             | Kiemelt                                       | Nem kiemelt | Kiemelt | Nem kiemelt |
| ---------------------------------------------------------- | ----------------------- | --------------------------------------------- | ----------- | --- | ----------- |
| - Dundalk - Slovan Bratislava - Linfield - KuPS - Floriana | - Inter Club d’Escaldes | - Djurgårdens IF - Flora - Riga - Europa - KR | - Tre Fiori | - Asztana - Dinamo Tbiliszi - Fola Esch - Budućnost Podgorica - Connah’s Quay Nomads - Ararat-Armenia - Sileks | - Drita     |

### 2. selejtezőkör, párosítások
A mérkőzéseket 2020. szeptember 17-én és 18-án játszották.

| 1. csapat             | Eredmény            | 2. csapat           |
| --------------------- | ------------------- | ------------------- |
| Inter Club d’Escaldes | 0–1                 | Dundalk             |
| KuPS                  | 1–1 (h.u.) (t. 4–3) | Slovan Bratislava   |
| Linfield              | 0–1                 | Floriana            |
| Riga                  | 1–0                 | Tre Fiori           |
| Djurgårdens IF        | 2–1                 | Europa              |
| Flora                 | 2–1                 | KR                  |
| Sileks                | 0–2                 | Drita               |
| Asztana               | 0–1                 | Budućnost Podgorica |
| Ararat-Armenia        | 4–3 (h.u.)          | Fola Esch           |
| Connah’s Quay Nomads  | 0–1                 | Dinamo Tbiliszi     |

### 2. selejtezőkör, mérkőzések
| 2020. szeptember 17. 19:30 |

| Inter Club d’Escaldes | 0–1               | Dundalk      |
| --------------------- | ----------------- | ------------ |
|                       | (0–1) Jegyzőkönyv | McMillan 14' |

| Estadi Comunal, Andorra la Vella Játékvezető: Viktor Shimusik (fehérorosz) |

| 2020. szeptember 17. 17:30 (18:30 EEST) |

| KuPS                                      | 1–1 (h. u.)                 | Slovan Bratislava                   |
| ----------------------------------------- | --------------------------- | ----------------------------------- |
| Udo 120'                                  | (0–0, 0–0, 0–0) Jegyzőkönyv | Medved 111'                         |
| Büntetőpárbaj                             |                             |                                     |
| Pennanen Udo Niskanen Tomás Adjei-Boateng | 4–3                         | De Marco Ožbolt De Kamps Ratão Nono |

| Savon Sanomat Areena, Kuopio Játékvezető: Volen Chinkov (bolgár) |

| 2020. szeptember 17. 20:45 (19:45 BST) |

| Linfield | 0–1               | Floriana   |
| -------- | ----------------- | ---------- |
|          | (0–1) Jegyzőkönyv | García 10' |

| Windsor Park, Belfast Játékvezető: David Munro (skót) |

| 2020. szeptember 18. 9:00 (10:00 EEST) |

| Riga         | 1–0               | Tre Fiori |
| ------------ | ----------------- | --------- |
| Pedrinho 57' | (0–0) Jegyzőkönyv |           |

| Skonto stadion, Riga Játékvezető: Kári Jóannesarson Á Høvdanum (feröeri) |

| 2020. szeptember 17. 19:00 |

| Djurgårdens IF                      | 2–1               | Europa       |
| ----------------------------------- | ----------------- | ------------ |
| Edwards 42' Ulvestad 69' (11-esből) | (1–0) Jegyzőkönyv | Gallardo 57' |

| Tele2 Arena, Stockholm Játékvezető: Stéphanie Frappart (francia) |

| 2020. szeptember 17. 18:30 (19:30 EEST) |

| Flora                    | 2–1               | KR              |
| ------------------------ | ----------------- | --------------- |
| Sappinen 7' Lilander 37' | (2–0) Jegyzőkönyv | Finnbogason 75' |

| A. Le Coq Arena, Tallinn Játékvezető: Sigurd Kringstad (norvég) |

| 2020. szeptember 17. 20:00 |

| Sileks | 0–2               | Drita                              |
| ------ | ----------------- | ---------------------------------- |
|        | (0–0) Jegyzőkönyv | Gërbeshi 49' (11-esből) Limani 81' |

| Toše Proeski Arena, Skopje Játékvezető: Andrew Madley (angol) |

| 2020. szeptember 17. 16:00 (20:00 ALMT) |

| Asztana | 0–1               | Budućnost Podgorica |
| ------- | ----------------- | ------------------- |
|         | (0–1) Jegyzőkönyv | Terzić 25'          |

| Központi stadion, Almati Játékvezető: Dumitri Muntean (moldáv) |

| 2020. szeptember 17. 16:00 (18:00 AMT) |

| Ararat-Armenia                                                     | 4–3 (h. u.)                 | Fola Esch                        |
| ------------------------------------------------------------------ | --------------------------- | -------------------------------- |
| Martínez 16' Lima 90+1' (11-esből) 90+4' (11-esből) Vakulenko 113' | (1–1, 3–3, 3–3) Jegyzőkönyv | Pimentel 19' Bensi 56' Hadji 81' |

| Vazgen Sargsyan Republican Stadium, Jereván Játékvezető: Enea Jorgji (albán) |

| 2020. szeptember 17. 20:00 (19:00 BST) |

| Connah’s Quay Nomads | 0–1               | Dinamo Tbiliszi           |
| -------------------- | ----------------- | ------------------------- |
|                      | (0–0) Jegyzőkönyv | Gabedava 90+7' (11-esből) |

| Racecourse Ground, Wrexham Játékvezető: Alain Durieux (luxemburgi) |

## 3. selejtezőkör
A 3. selejtezőkör sorsolását 2020. szeptember 1-én, 13 órától tartották.

### 3. selejtezőkör, kiemelés
A 3. selejtezőkörrel kapcsolatban egy sorsolást tartottak 2020. augusztus 31-én, a 2. selejtezőkör sorsolása után, amelyen két csapatot sorsoltak ki. Ezek a csapatok játék nélkül továbbjutottak a rájátszásba.
A 3. selejtezőkör bajnoki ágán 18 csapat vett részt. 8 kieső volt a BL 2. selejtezőköréből és 10 továbbjutó volt a EL bajnoki ágának 2. selejtezőköréből. A kiemelés a kiesés fordulója alapján történt. A csapatokat három csoportra osztották. Az elsőként kisorsolt csapat volt a pályaválasztó. Azonos nemzetű csapatok nem kerülhettek egy párosításba.
- BL: A BL 2. selejtezőköréből kiesett csapat, a sorsoláskor nem volt ismert.
- T: Az EL bajnoki ágának 2. selejtezőköréből továbbjutott csapat, a sorsoláskor nem volt ismert.

| 1. csoport                                           | 1. csoport                                                   | 2. csoport                                        | 2. csoport                        | 3. csoport                | 3. csoport                                                            |
| Kiemelt                                              | Nem kiemelt                                                  | Kiemelt                                           | Nem kiemelt                       | Kiemelt                   | Nem kiemelt                                                           |
| ---------------------------------------------------- | ------------------------------------------------------------ | ------------------------------------------------- | --------------------------------- | ------------------------- | --------------------------------------------------------------------- |
| - Sheriff Tiraspol (BL) - Sarajevo (BL) - Celje (BL) | - Budućnost Podgorica (T) - Dundalk (T) - Ararat-Armenia (T) | - Celtic (BL) - Legia Warszawa (BL) - Sūduva (BL) | - KuPS (T) - Riga (T) - Drita (T) | - CFR Cluj (BL) - KÍ (BL) | - Dinamo Tbiliszi (T) - Djurgårdens IF (T) - Floriana (T) - Flora (T) |

### 3. selejtezőkör, párosítások
A mérkőzéseket 2020. szeptember 24-én játszották.

| 1. csapat         | Eredmény            | 2. csapat           |
| ----------------- | ------------------- | ------------------- |
| Tirana            | kiemelt             |                     |
| Ludogorec Razgrad | kiemelt             |                     |
| Sarajevo          | 2–1                 | Budućnost Podgorica |
| Sheriff Tiraspol  | 1–1 (h.u.) (t. 3–5) | Dundalk             |
| Ararat-Armenia    | 1–0 (h.u.)          | Celje               |
| Riga              | 0–1                 | Celtic              |
| KuPS              | 2–0                 | Sūduva              |
| Legia Warszawa    | 2–0                 | Drita               |
| KÍ                | 6–1                 | Dinamo Tbiliszi     |
| Djurgårdens IF    | 0–1                 | CFR Cluj            |
| Floriana          | 0–0 (h.u.) (t. 2–4) | Flora               |

### 3. selejtezőkör, mérkőzések
| 2020. szeptember 24. 20:00 |

| Sarajevo            | 2–1               | Budućnost Podgorica |
| ------------------- | ----------------- | ------------------- |
| Tatar 4' Fanimo 67' | (1–1) Jegyzőkönyv | Moraitis 44'        |

| Bilino Polje Stadium, Zenica Játékvezető: José María Sánchez (spanyol) |

| 2020. szeptember 24. 20:00 (21:00 EEST) |

| Sheriff Tiraspol          | 1–1 (h. u.)                 | Dundalk                              |
| ------------------------- | --------------------------- | ------------------------------------ |
| Posmac 8'                 | (1–1, 1–1, 1–1) Jegyzőkönyv | Murray 45'                           |
| Büntetőpárbaj             |                             |                                      |
| Kapić Obilor Veloso Parra | 3–5                         | Čolović Hoban Hoare McEleney Shields |

| Sheriff Stadion, Tiraspol Játékvezető: Alekszandar Sztavrev (északmacedón) |

| 2020. szeptember 24. 16:00 (18:00 AMT) |

| Ararat-Armenia | 1–0 (h. u.)                 | Celje |
| -------------- | --------------------------- | ----- |
| Vakulenko 111' | (0–0, 0–0, 0–0) Jegyzőkönyv |       |

| Yerevan Football Academy Stadium, Jereván Játékvezető: John Beaton (skót) |

| 2020. szeptember 24. 19:00 (20:00 EEST) |

| Riga | 0–1               | Celtic          |
| ---- | ----------------- | --------------- |
|      | (0–0) Jegyzőkönyv | Elyounoussi 90' |

| Skonto stadion, Riga Játékvezető: Fábio Veríssimo (portugál) |

| 2020. szeptember 24. 17:30 (18:30 EEST) |

| KuPS                    | 2–0               | Sūduva |
| ----------------------- | ----------------- | ------ |
| Rangel 31' Tarasovs 72' | (1–0) Jegyzőkönyv |        |

| Kuopio Football Stadium, Kuopio Játékvezető: Manuel Schüttengruber (osztrák) |

| 2020. szeptember 24. 20:30 |

| Legia Warszawa          | 2–0               | Drita |
| ----------------------- | ----------------- | ----- |
| Wszołek 24' Pekhart 43' | (2–0) Jegyzőkönyv |       |

| Lengyel Hadsereg Stadion, Varsó Játékvezető: Halis Özkahya (török) |

| 2020. szeptember 24. 20:00 (19:00 WEST) |

| KÍ                                                        | 6–1               | Dinamo Tbiliszi |
| --------------------------------------------------------- | ----------------- | --------------- |
| Pavlović 22' J. Johannesen 58' 85' Klettskarð 60' 69' 73' | (1–0) Jegyzőkönyv | Pernambuco 71'  |

| Tórsvøllur, Tórshavn Játékvezető: Thorvaldur Árnason (izlandi) |

| 2020. szeptember 24. 19:00 |

| Djurgårdens IF | 0–1               | CFR Cluj     |
| -------------- | ----------------- | ------------ |
|                | (0–0) Jegyzőkönyv | Vinícius 55' |

| Tele2 Arena, Stockholm Játékvezető: Bartosz Frankowski (lengyel) |

| 2020. szeptember 24. 20:30 |

| Floriana                    | 0–0         | Flora                             |
| --------------------------- | ----------- | --------------------------------- |
|                             | Jegyzőkönyv |                                   |
| Büntetőpárbaj               |             |                                   |
| Keqi Venancio Adan Busuttil | 2–4         | Lilander Kreida Poom Kuusk Liivak |

| Nemzeti Stadion, Ta’ Qali Játékvezető: Irfan Peljto (bosznia-hercegovinai) |

## Rájátszás
A rájátszás sorsolását 2020. szeptember 18-án, 14 órától tartották.

### Rájátszás, kiemelés
A rájátszás bajnoki ágán 16 csapat vett részt. 2 kieső volt a BL 2. selejtezőköréből, amelyek sorsolással jutottak a rájátszásba, 5 kieső volt a BL 3. selejtezőköréből és 9 továbbjutó volt a EL bajnoki ágának 3. selejtezőköréből. A kiemelés a kiesés fordulója alapján történt. A csapatokat három csoportra osztották. Az elsőként kisorsolt csapat volt a pályaválasztó. Azonos nemzetű csapatok nem kerülhettek egy párosításba.
- BL: A BL 3. selejtezőköréből kiesett csapat.
- BL-2: A BL 2. selejtezőköréből kiesett csapat, sorsolással jutott a rájátszásba.
- T: Az EL bajnoki ágának 3. selejtezőköréből továbbjutott csapat, a sorsoláskor nem volt ismert.

| 1. csoport                             | 1. csoport                                            | 2. csoport                                | 2. csoport                                                                  | 3. csoport     | 3. csoport                                  |
| Kiemelt                                | Nem kiemelt                                           | Kiemelt                                   | Nem kiemelt                                                                 | Kiemelt        | Nem kiemelt                                 |
| -------------------------------------- | ----------------------------------------------------- | ----------------------------------------- | --------------------------------------------------------------------------- | -------------- | ------------------------------------------- |
| - Dinamo Zagreb (BL) - Young Boys (BL) | - CFR Cluj (T) - KuPS (T) - Flora (T) - Tirana (BL-2) | - Crvena zvezda (BL) - Dinama Breszt (BL) | - Celtic (T) - Ludogorec Razgrad (BL-2) - Sarajevo (T) - Ararat-Armenia (T) | - Qarabağ (BL) | - Legia Warszawa (T) - Dundalk (T) - KÍ (T) |

### Rájátszás, párosítások
A mérkőzéseket 2020. október 1-jén játszották.

| 1. csapat      | Eredmény | 2. csapat         |
| -------------- | -------- | ----------------- |
| Young Boys     | 3–0      | Tirana            |
| Dinamo Zagreb  | 3–1      | Flora             |
| CFR Cluj       | 3–1      | KuPS              |
| Ararat-Armenia | 1–2      | Crvena zvezda     |
| Dinama Breszt  | 0–2      | Ludogorec Razgrad |
| Sarajevo       | 0–1      | Celtic            |
| Legia Warszawa | 0–3      | Qarabağ           |
| Dundalk        | 3–1      | KÍ                |

### Rájátszás, mérkőzések
| 2020. október 1. 20:30 |

| Young Boys                  | 3–0               | Tirana |
| --------------------------- | ----------------- | ------ |
| Fassnacht 42' Nsame 52' 64' | (1–0) Jegyzőkönyv |        |

| Stadion Wankdorf, Bern Játékvezető: Szergej Karaszjov (orosz) |

| 2020. október 1. 19:00 |

| Dinamo Zagreb                | 3–1               | Flora          |
| ---------------------------- | ----------------- | -------------- |
| Gavranović 11' Ademi 26' 87' | (2–0) Jegyzőkönyv | Sinyavskiy 65' |

| Maksimir Stadion, Zágráb Játékvezető: Ali Palabıyık (török) |

| 2020. október 1. 17:30 (18:30 EEST) |

| CFR Cluj                   | 3–1               | KuPS      |
| -------------------------- | ----------------- | --------- |
| Rondón 5' 56' Debeljuh 42' | (2–0) Jegyzőkönyv | Udo 90+1' |

| Stadionul Dr. Constantin Rădulescu, Kolozsvár Játékvezető: Ivan Bebek (horvát) |

| 2020. október 1. 19:00 (20:00 EEST) |

| Ararat-Armenia | 1–2               | Crvena zvezda            |
| -------------- | ----------------- | ------------------------ |
| Lima 72'       | (0–1) Jegyzőkönyv | Katai 45' Falcinelli 60' |

| GSZP Stadion, Nicosia (Ciprus) Játékvezető: Anastasios Sidiropoulos (görög) |

| 2020. október 1. 20:00 (21:00 FET) |

| Dinama Breszt | 0–2               | Ludogorec Razgrad  |
| ------------- | ----------------- | ------------------ |
|               | (0–0) Jegyzőkönyv | Manu 73' Marín 79' |

| Dinamo Stadion, Minszk Játékvezető: Slavko Vinčić (szlovén) |

| 2020. október 1. 20:00 |

| Sarajevo | 0–1               | Celtic      |
| -------- | ----------------- | ----------- |
|          | (0–0) Jegyzőkönyv | Édouard 70' |

| Bilino Polje Stadium, Zenica Játékvezető: Benoît Bastien (francia) |

| 2020. október 1. 20:00 |

| Legia Warszawa | 0–3               | Qarabağ                           |
| -------------- | ----------------- | --------------------------------- |
|                | (0–0) Jegyzőkönyv | Andrade 50' Zoubir 62' Ozobić 70' |

| Lengyel Hadsereg Stadion, Varsó Játékvezető: Tobias Stieler (német) |

| 2020. október 1. 20:30 (19:30 IST) |

| Dundalk                         | 3–1               | KÍ             |
| ------------------------------- | ----------------- | -------------- |
| Murray 33' Cleary 48' Kelly 79' | (1–0) Jegyzőkönyv | Midtskogen 66' |

| Aviva Stadion, Dublin Játékvezető: Maurizio Mariani (olasz) |